# Macroxiphus nasicornis
Macroxiphus nasicornis — вид прямокрилих комах родини Коники справжні (Tettigoniidae).

## Поширення
Вид зустрічається в Малайзії та на острові Суматра.